# Argyle (Minnesota)
Argyle és una població dels Estats Units a l'estat de Minnesota. Segons el cens del 2000 tenia 656 habitants.

## Demografia
Segons el cens del 2000, Argyle tenia 656 habitants, 255 habitatges, i 179 famílies. La densitat de població era de 164,5 habitants per km².
Dels 255 habitatges en un 33,3% hi vivien nens de menys de 18 anys, en un 63,5% hi vivien parelles casades, en un 4,7% dones solteres, i en un 29,8% no eren unitats familiars. En el 28,2% dels habitatges hi vivien persones soles el 18,4% de les quals corresponia a persones de 65 anys o més que vivien soles. El nombre mitjà de persones vivint en cada habitatge era de 2,54 i el nombre mitjà de persones que vivien en cada família era de 3,15.
Per edats la població es repartia de la següent manera: un 29,3% tenia menys de 18 anys, un 4,6% entre 18 i 24, un 24,5% entre 25 i 44, un 22,4% de 45 a 60 i un 19,2% 65 anys o més.
L'edat mediana era de 39 anys. Per cada 100 dones de 18 o més anys hi havia 89,4 homes.
La renda mediana per habitatge era de 36.154 $ i la renda mediana per família de 42.361 $. Els homes tenien una renda mediana de 31.985 $ mentre que les dones 19.688 $. La renda per capita de la població era de 15.974 $. Entorn del 13,6% de les famílies i el 15,2% de la població estaven per davall del llindar de pobresa.

## Poblacions més properes
El següent diagrama mostra les poblacions més properes.